# (2299) Hanko
(2299) Hanko es un asteroide perteneciente al cinturón de asteroides, descubierto el 25 de septiembre de 1941 por Yrjö Väisälä desde el Observatorio de Iso-Heikkilä, en Turku, Finlandia.

## Designación y nombre
Designado provisionalmente como 1941 SZ. Fue nombrado Hanko en homenaje a Hanko, ciudad portuaria de Finlandia.